# Serkan Balcı
Serkan Balcı  est un footballeur turc né le 22 août 1983 à Nazilli. Il évolue au poste d'arrière droit.

## Biographie

### En club
Serkan Balcı joue principalement en faveur des clubs de Gençlerbirliği, Fenerbahçe et Trabzonspor.
Il dispute au cours de sa carrière plus de 400 matchs en première division turque, remportant au passage deux titres de champion de Turquie. Participant régulièrement aux compétitions européennes, il dispute 22 matchs en Ligue des champions, et 18 en Ligue Europa.

### En équipe nationale
International turc, il reçoit 23 sélections en équipe de Turquie de 2002 à 2011,.
Il joue son premier match en équipe nationale le 23 juin 2003, contre le Brésil, dans le cadre de la Coupe des confédérations 2003 (match nul 2-2).
Il dispute avec l'équipe de Turquie sept matchs rentrant dans le cadre des éliminatoires du mondial 2006, avec pour résultats trois victoires, trois nuls et une défaite.
Son dernier match en équipe nationale a lieu le 15 novembre 2011, contre la Croatie, lors du barrage retour pour la qualification à l'Euro 2012 (match nul 0-0).

## Carrière
- 2000-2004 :  Gençlerbirliği SK
- 2004-2007 :  Fenerbahçe SK
- 2007-2013 :  Trabzonspor
- 2013-2014 :  Antalyaspor
- 2014-2016 :  Mersin İdman Yurdu
- depuis 2016 :  MKE Ankaragücü

## Palmarès
Avec Gençlerbirliği :
- Vainqueur de la Coupe de Turquie en 2001.

Avec Fenerbahçe :
- Champion de Turquie en 2005 et  2007.

Avec Trabzonspor :
- Vainqueur de la Coupe de Turquie en 2010.
- Vainqueur de la Supercoupe de Turquie en 2010.

Avec la Turquie :
- Troisième de la Coupe des confédérations 2003.